# Colui che rise per ultimo
Colui che rise per ultimo (He Laughed Last) è un film del 1956 diretto da Blake Edwards.